# Massacro di Beit Lid
L'attentato suicida di Beit Lid, chiamato anche massacro di Beit Lid, fu un doppio attacco suicida da parte della Jihad islamica palestinese contro i soldati israeliani allo svincolo di Beit Lid il 22 gennaio 1995.

## Contesto
Nel 1994, Hani Abed, un agente della Jihad islamica palestinese, mediò un'alleanza tra Hamas e la Jihad islamica palestinese (Hani Abed verrà successivamente assassinato da Israele). Nell'ambito dell'alleanza, il principale produttore di bombe di Hamas, Yahya Ayyash, costruì le tre bombe usate dalla Jihad islamica per l'attacco suicida di Beit Lid. Ciascuno venne realizzato utilizzando un tubo idraulico (lungo un piede e largo 203 mm) e cinque chilogrammi di TNT militare, circondato da chiodi.
Lo svincolo di Beit Lid è un noto punto di passaggio verso Netanya. Strategicamente, è un importante crocevia tra Tel Aviv e Haifa, situato sull'autostrada 4. "La domenica mattina, Beit Lid è stata sommersa da migliaia di giovani soldati e vecchi riservisti che tornavano al servizio militare dalle ferie del fine settimana". La prigione di Ashmoret si trova nell'angolo sud-ovest dell'incrocio di Beit Lid. Al momento dell'attentato, Ahmed Yassin, fondatore di Hamas, era detenuto lì.

## L'attacco
Il 22 gennaio 1995, intorno alle 9:30, un attentatore suicida palestinese, travestito da soldato israeliano, si avvicinò alla fermata dell'autobus allo svincolo di Beit Lid nel centro di Israele. La fermata dell'autobus era piena di soldati israeliani che stavano andando alle loro basi dopo le vacanze del fine settimana. L'attentatore suicida entrò tra la folla e fece esplodere la cintura esplosiva nascosta che indossava. Circa quindici minuti dopo un secondo kamikaze esplose nello stesso punto, uccidendo e ferendo persone ferite nella prima esplosione, nonché astanti accorsi sul posto per assistere le vittime della prima esplosione.

## Conseguenze
Il primo ministro israeliano Yitzhak Rabin visitò il luogo dell'attentato il giorno successivo, camminando a pochi metri da una valigia contenente una terza bomba. Shaaker l'aveva lasciata lì per un terzo attentatore suicida, Shahdi Abed al-Rahim, che non arrivò mai all'incrocio. al-Rahim avrebbe dovuto usare la bomba per uccidere Rabin e gli agenti dello Shin Bet che lo accompagnavano. La bomba fu successivamente recuperata e fornì agli investigatori ulteriori prove sul coinvolgimento di Ayyash.